# Kasekemui
Kasekemui (? - 2686. pr. Kr.) je bio 7. (posljednji) faraon 2. dinastije Egipta. Malo je toga poznato o Kasekemuiju osim toga da je vodio nekoliko značajnih vojnih pohoda i izgradio nekoliko spomenika.

## Porijeklo
Postoji više teorija o tome tko je bio Kasekemui i kakva je njegova povezanost s ostalim faraonima. U drugoj dinastiji je bilo nekoliko misterioznih vladara prije njega. Uobičajeno je Kasekemuija smjestiti kao nasljednika Seta-Peribsena ili Sekemiba-Perenmaata, ali ima egiptologa prema kojima je između Sekemiba i Kasekemuija vladao još jedan faraon, čije je postojanje upitno - Kasekem. Zbog toga što mu je ime slično Kasekemuijevom, smatra se da je to ista osoba. Vjeruje se da se Kasekemui prije zvao Kasekem, ali si je promijenio ime nakon što je svrgnuo prijašnjeg vladara ili je ponovno ujedinio Egipat nakon rata između sljedbenika Seta i Horusa. 
Prema Manetonu, između Peribsena i Kasekemuija vladala su trojica kraljeva - Sendži, Neterka i Neferkara. O njima ne postoje nikakvi dokazi. 
Imena Kasekem i Kasekemui pronađena su na četiri mjesta: Hierakonpol/Edfu, Abid, Sakara, Biblos.

## Ime
Kasekemui znači "dvije moćne se pojavljuju" ili "dva moćna se pojavljuju", što može biti aluzija na moći Dvije dame ili Horusa i Seta. Puno Kasekemuijevo Horus ime - Horus-Set, Kasekemui, Nebui-hetep-imef - znači "Horus i Set, Kasekemui, dva moćna su se uzdigla te su dva gospodara u miru s njim". Kasekemui je prvi faraon (i posljednji) koji koristi i Setovo i Horusovo ime u svom kraljevskom Horus imenu.

## Životopis
Kralj Kasekemui je sigurno jedan od najvažnijih vladara u ranodinastijskoj povijesti Egipta. Prema nekim znanstvenicima on je ponovno ujedinio Egipat nakon kritičnog perioda u drugoj polovici 2. dinastije, kad se država vjerojatno podijelila na dvije suprotstavljene dinastije; jedna je bila u Memfisu, a druga, Kasekemuijeva, u Gornjem Egiptu, u Tinisu ili Hierakonpolu. 
Vladar Kasekemui je sigurno zaslužan za iznenadan povratak moći i sjaja Egipta što je bio uvod u veličanstvena vremena velikih kraljeva koji su slijedili, i koji su štovali Raa i gradili veličanstvene spomenike. 
Kasekemuijeva žena je bila Nimaetap, princeza Donjeg Egipta, te je s njim bila majka Džozera i Hetefernebti, koji su se vjenčali. Kasekemui i Nimaetap su imali još jedno dijete, Ineitkaues, koja je bila žena Sanakta, Kasekemuijevog nasljednika. 
Kasekemui je pokopan u Umm el-Qa'abu, u grobnici V, a pokopao ga je njegov sin Džozer.

## Vanjske poveznice
|  | Zajednički poslužitelj ima još gradiva o temi Kasekemui |

- Kasekemui
- Kasekem/Kasekemui egipatske 2. dinastije
- Kasekemui